# Großaitingen
Großaitingen est une commune allemande de Bavière située dans l'arrondissement d'Augsbourg et le district de Souabe.

## Géographie

Situation de Großaitingen dans l'arrondissement d'Augsbourg

Großaitingen est située sur la rivière Wertach, sous-affluent du Danube par la Lech, à la limite occidentale de la plaine de la Lech. Le village se trouve à 5 km au sud-ouest de Bobingen, à 5 km au nord de Schwabmünchen et à 25 km au sud-ouest d'Augsbourg.
Großaitingen est composée des quartiers suivants : Eggerhof, Gnadental, Großaitingen-Bahnhof, Hardt, Reinhartshofen, Jansenhof et Sankt Justina.
Elle est le siège d'une communauté d'administration qui regroupe les communes de Großaitingen, Kleinaitingen et Oberottmarshausen. La commune de Wehringen, qui en faisait partie à sa création l'a quittée depuis. La communauté a été créée le 1er mai 1978 et regroupe 7 826 habitants sur une superficie de 66,36 km2.
Communes limitrophes (en commençant par le nord et dans le sens des aiguilles d'une montre) : Bobingen, Wehringen, Kleinaitingen, Graben, Schwabmünchen, Mickhausen et Fischach.

## Histoire
Le village de Großaitingen a certainement été fondé par les Alamans au début du VIe siècle mais la première mention écrite date de 972 dans la vie de Saint Ulrich. Le village a appartenu à l'évêché d'Augsbourg jusqu'à la sécularisation de 1803, date à laquelle il a rejoint le royaume de Bavière et l'arrondissement de Schwabmünchen jusqu'à la disparition de ce dernier en 1972.
Durant les réformes administratives des années 1970, la commune de Reinhartshofen a été incorporée à la commune de Großaitingen.

## Démographie
| 1840  | 1871  | 1900  | 1910  | 1925  | 1933  | 1939  | 1950  | 1961  |
| ----- | ----- | ----- | ----- | ----- | ----- | ----- | ----- | ----- |
| 1 421 | 1 500 | 1 558 | 1 644 | 1 673 | 1 851 | 1 824 | 2 663 | 2 747 |

| 1970  | 1987  | 2000  | 2005  | 2009  | - | - | - | - |
| ----- | ----- | ----- | ----- | ----- | - | - | - | - |
| 3 043 | 3 620 | 4 654 | 4 826 | 4 887 | - | - | - | - |

## Monuments
- Église Saint Nikolaus

## Personnalités
- Cyrill Kistler, (1848-1907) compositeur et pédagogue de la musique.